# Parafia św. Marii Magdaleny w Łambinowicach
Parafia pod wezwaniem św. Marii Magdaleny w Łambinowicach – rzymskokatolicka parafia w miejscowości Łambinowice, w Dekanacie Skoroszyce, w Diecezji Opolskiej.

## Historia parafii
Parafia w tej miejscowości w źródłach wzmiankowana jest po raz pierwszy w roku 1273. Wtedy to wymieniony jest Fulco plebanus de Lambinovicz, pierwszy znany z imienia proboszcz tutejszej parafii.
Parafia w Łambinowicach przestała istnieć w 1632 roku, po tym, jak wieś została splądrowana i spalona. Wówczas to, mimo że kościół odbudowano w 1654 roku, Łambinowice stały się filią parafii św. Katarzyny Aleksandryjskiej w Bielicach, później w roku 1666 filią parafii Trójcy Świętej w Korfantowie, około 1669 roku należały do parafii św. Jana Chrzciciela w Przechodzie, a od 1701 roku stały się filią parafii św. Mikołaja w Grabinie.
W 1857 roku dzięki staraniom tutejszego burmistrza Josefa Kutsche nastąpiło ponowne wznowienie działalności parafii w Łambinowicach. W latach 1907 – 1934 proboszczem parafii był ks. Alois Thomas, który w 1913 roku napisał kronikę parafii. Ostatnim niemieckim proboszczem był ks. Heribert Titze.
Obecnie parafia obejmuje swym zasięgiem miejscowości: Łambinowice, Okopy, Szadurczyce.

## Proboszczowie po 1945 roku
- ks. Eugeniusz Rychwa,
- ks. Brunon Domagała,
- ks. Alfred Langer,
- ks. Adam Habel,
- ks. Augustyn Duffek,
- ks. Antoni Sokół,
- Ks. Antoni Sokol (Antoni Schattanik)
- ks. Józef Ledwig,
- ks. Adam Ciosmak,
- ks. Piotr Bałos – obecnie